# Marcus Peducaeus Plautius Quintillus
Marcus Peducaeus Plautius Quintillus († nach 197) war ein römischer Politiker und Senator des 2. Jahrhunderts.
Quintillus war Sohn des Plautius Quintillus, Konsul im Jahr 159, und wurde von Marcus Peducaeus Stloga Priscinus, Konsul im Jahr 141, adoptiert. Seine Mutter Ceionia Fabia war eine Schwester des Lucius Verus. Quintillus selbst war mit Fadilla, einer Tochter des Kaisers Mark Aurel, verheiratet. Seine Kinder waren (Plautius?) Quintillus und Plautia Servilla.
Über Quintillus ist nur wenig bekannt. So bekleidete er im Jahr 177 zusammen mit Commodus den Konsulat. Außerdem war er Augur. 193 widersprach Quintillus dem Wunsch des Didius Iulianus, Septimius Severus eine Gnadengesandtschaft entgegenzuschicken. Später wurde er von Septimius Severus zum Selbstmord gezwungen.